# Ramonia gyalectiformis
Ramonia gyalectiformis är en lavart som först beskrevs av Alexander Zahlbruckner, och fick sitt nu gällande namn av Vezda. Ramonia gyalectiformis ingår i släktet Ramonia och familjen Gyalectaceae.   Inga underarter finns listade i Catalogue of Life.